# Miss Serbien

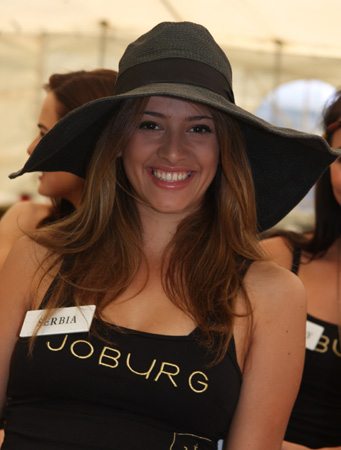
Nevena Lipovac, Miss Serbien 2008

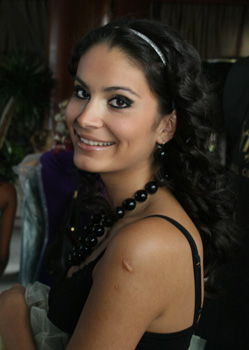
Mirjana Božović, Miss Serbien 2007

Miss Serbien ist ein nationaler Schönheitswettbewerb in Serbien, der im Inland Miss Srbije (Мис Србије) heißt. Er wird seit 2006 durchgeführt. Die Siegerinnen nehmen an der Wahl zur Miss World teil.
Veranstalter ist die Agentur Miss Yu Co., die bereits für Serbien und Montenegro seit 1996 Wettbewerbe unter dem Namen Miss Yu und seit 2003 Miss SCG durchführte (siehe Miss Serbien und Montenegro).
Sie besitzt 17 internationale Lizenzen, darunter die für Miss World, Miss Universe, Miss International, Miss Intercontinental, Miss Earth,  Miss Europe, Top Model of the World sowie Mister World, Mister International und Mister Intercontinental.

## Siegerinnen
| Jahr | Miss Serbien     |
| ---- | ---------------- |
| 2006 | Vedrana Grbović  |
| 2007 | Mirjana Božović  |
| 2008 | Nevena Lipovac   |
| 2009 | Jelena Marković  |
| 2010 | Lidija Kocić     |
| 2011 | Milica Tepavac   |
| 2012 | Alexandra Doknić |

## Frühere Veranstaltungen
- Miss Jugoslawien
- Miss Serbien und Montenegro